# Lijst van Kleine Inheemse Volkeren van Rusland
De Lijst van Kleine Inheemse Volkeren van Rusland (Russisch: Единый перечень коренных малочисленных народов России) is een op 24 maart 2000 door de Russische overheid 
gepubliceerde lijst van 48 kleine inheemse volkeren die sinds 2000 officieel als zodanig door de Russische Federatie zijn erkend.
Deze volkeren voldoen aan de volgende voorwaarden:
- Ze leven op hun historisch grondgebied
- Ze houden vast aan hun traditionele manier van leven, gebruiken en handelsgewoontes
- Ze beschouwen zichzelf als een apart volk
- Er wonen maximaal 50.000 mensen van het volk in Rusland

Sommigen onder hen, zoals de Sojoten, werden pas na het uiteenvallen van de Sovjet-Unie als volk erkend.
Op deze volkeren zijn voordeelregelingen en wetten van toepassing die hen in staat stellen de eigen cultuur in stand te houden.
Van de 48 volkeren vallen er 40 onder de categorie Inheemse volkeren van het Noorden, Siberië en het Verre Oosten van de Russische Federatie (Russisch: Коренные малочисленные народы Севера, Сибири и Дальнего Востока Российской Федерации).
Tien van deze volkeren tellen minder dan 1000 mensen en elf ervan leven ten noorden van de Noordpoolcirkel .
| Naam | Russisch                                   | Regio             | Locatie | Aantal in Rusland (2010) |
| --- | ------------------------------------------ | ----------------- | --- | ------------------------ |
| Aljoetoren | Алюторцы, Aljoetortsy                      | Hoge Noorden      | kraj Kamtsjatka | 2-3.000                  |
| Dolganen | Долганы, Dolgany                           | Hoge Noorden      | Kraj Krasnojarsk, Jakoetië | 7.261                    |
| Enetsen | Энцы, Entsy                                | Hoge Noorden      | Kraj Krasnojarsk | 230                      |
| Inuit (Joepik) | Эскимосы, Eskimosy of Юиты, Joeity         | Hoge Noorden      | Tsjoekotka | 1.010                    |
| Itelmenen | Ительмены, Itelmeny                        | Hoge Noorden      | kraj Kamtsjatka, Oblast Magadan                                                                                                   | 3.193                    |
| Joekagieren | Юкагиры, Joekagiry                         | Hoge Noorden      | Jakoetië, Tsjoekotka, Oblast Magadan                                                                                              | 1.509                    |
| Kamtsjadalen | Камчадалы, Kamtsjadaly                     | Hoge Noorden      | kraj Kamtsjatka | 2.293                    |
| Kereken | Кереки, Kereki                             | Hoge Noorden      | Tsjoekotka | 8                        |
| Korjaken | Коряки, Korjaki                            | Hoge Noorden      | kraj Kamtsjatka, Tsjoekotka, Oblast Magadan                                                                                       | ±800                     |
| Nenetsen | Ненцы, Nentsy                              | Hoge Noorden      | Jamalië, Kraj Krasnojarsk, Chanto-Mansië, Oblast Archangelsk, Komi                                                                | 41.302                   |
| Nganasanen | Нганасаны, Nganasany                       | Hoge Noorden      | Kraj Krasnojarsk | 834                      |
| Samen | Саамы, Saamy                               | Hoge Noorden      | Oblast Moermansk | 1.771                    |
| Tsjoektsjen | Чукчи, Tsjoektsji                          | Hoge Noorden      | Tsjoekotka, Oblast Magadan, kraj Kamtsjatka                                                                                       | 15.908                   |
| Tsjoevanen | Чуванцы, Tsjoevantsy                       | Hoge Noorden      | Tsjoekotka, Oblast Magadan | 1.300                    |
| Ungangan (Aleoeten)                                                                                                | Алеуты, Aleoety                            | Hoge Noorden      | kraj Kamtsjatka | 482                      |
| Chanten | Ханты, Chanty                              | Centraal-Siberië  | Chanto-Mansië | 30.943                   |
| Evenken | Эвенки, Evenki                             | Centraal-Siberië  | Jakoetië, Kraj Chabarovsk, Oblast Amoer, Oblast Sachalin, Boerjatië, Oblast Irkoetsk, Oblast Tsjita, Oblast Tomsk, Oblast Tjoemen | 38.396                   |
| Evenen | Эвены, Eveny ook: Ламуты, Lamoety, Lamuten | Centraal-Siberië  | Jakoetië, Kraj Chabarovsk, Oblast Magadan, Tsjoekotka, kraj Kamtsjatka                                                            | 21.830                   |
| Ketten | Кеты, Kety                                 | Centraal-Siberië  | Kraj Krasnojarsk | 1.494                    |
| Mansen | Манси, Mansi                               | Centraal-Siberië  | Chanto-Mansië, Oblast Tjoemen, Oblast Sverdlovsk, Komi                                                                            | 12.269                   |
| Selkoepen | Селькупы, Selkoepy                         | Centraal-Siberië  | Jamalië, Oblast Tjoemen, Oblast Tomsk, Kraj Krasnojarsk                                                                           | 3.649                    |
| Teleoeten | Телеуты, Teleoety                          | Centraal-Siberië  | Oblast Kemerovo | 2.643                    |
| Tsjoelymen | Чулымцы, Tsjoelymtsy                       | Centraal-Siberië  | Kraj Krasnojarsk | 355                      |
| Nanai | Нанайцы, Nanajtsy, ook Hezhen              | Verre Oosten      | Kraj Chabarovsk, kraj Primorje, oblast Sachalin                                                                                   | 12.160                   |
| Negidalen | Негидальцы, Negidaltsy                     | Verre Oosten      | Kraj Chabarovsk | 567                      |
| Nivchen | Нивхи, Nivchi                              | Verre Oosten      | Kraj Chabarovsk, Oblast Sachalin                                                                                                  | 5.162                    |
| Orotsjen | Орочи, Orotsi                              | Verre Oosten      | Kraj Chabarovsk | 686                      |
| Oedegeïers | Удэгейцы, Oedegejtsy                       | Verre Oosten      | Kraj Primorje, kraj Chabarovsk | 1.657                    |
| Oeltsjen | Ульчи, Oeltsji                             | Verre Oosten      | Kraj Chabarovsk | 2.765                    |
| Oroken | Ороки, Oroki, ook Ульта, Oelta             | Verre Oosten      | Oblast Sachalin | 295                      |
| Tazen | Тазы, Tazy                                 | Verre Oosten      | Kraj Primorje | 274                      |
| Tsjoevanen | Чуванцы, Tsjoevantsy                       | Verre Oosten      | Tsjoekotka, Oblast Magadan | 1.002                    |
| Koemandinen | Кумандинцы, Koemandintsy                   | Zuid-Siberië      | Kraj Altaj, Altaj, oblast Kemerovo                                                                                                | 2.892                    |
| Sjoren | Шорцы, Sjortsy                             | Zuid-Siberië      | Oblast Kemerovo, Chakassië, Altaj                                                                                                 | 12.888                   |
| Sojoten | Сойоты, Sojoty                             | Zuid-Siberië      | Boerjatië | 3.608                    |
| Telengiten | Теленгиты, Telengity                       | Zuid-Siberië      | Altaj | 3.712                    |
| Todzjinen | Тувинцы-тоджинцы                           | Zuid-Siberië      | Toeva | 4.442                    |
| Tofalaren | Тофалары, Tofalary                         | Zuid-Siberië      | Oblast Irkoetsk | 761                      |
| Toebalaren | Тубалары, Toebalary                        | Zuid-Siberië      | Altaj | 1.965                    |
| Tsjelkanen | Челканцы, Tsjelkantsy                      | Zuid-Siberië      | Altaj | 1.181                    |
| Abazijnen* | Абазины, Abaziny                           | Kaukasus          | Karatsjaj-Tsjerkessië, Adygea | 43.341                   |
| Besermenen* | Бесермяне, Besermjane                      | Oeralgebied       | Oedmoertië | 2.201                    |
| Ingriërs* | Ижора, Izjora; Ижорцы, Izjortsy            | Noordwest-Rusland | Oblast Leningrad | 266                      |
| Nağaybäklär* | Нагайбаки, Nagajbaki                       | Oeralgebied       | Oblast Tsjeljabinsk, Basjkortostan                                                                                                | 9.600                    |
| Seto* | Сету, Setoe                                | Noordwest-Rusland | Oblast Pskov | 197                      |
| Sjapsjoegen* | Шапсуги, Sjapsjoegi                        | Kaukasus          | Kraj Krasnodar | 3.213                    |
| Wepsen* | Вепсы, Vepsy                               | Noordwest-Rusland | Karelië, oblast Leningrad | 5.936                    |
| Woten* | Водь, Vod                                  | Noordwest-Rusland | Oblast Leningrad | 64                       |
| * : Niet behorend tot de Inheemse volkeren van het Noorden, Siberië en het Verre Oosten van de Russische Federatie |                                            |                   | |                          |